# Вердул, Адриан (отец)
Адриан Вердул I (Фердул, в старых русских источниках Вердуль, нидерл. Adriaen Verdoel или van Doel; 1620 год, Флиссинген — 16 января 1675 года или 1681, там же) — голландский исторический живописец Золотого века Голландии, ученик Рембрандта; отец одноимённого художника.
Славился своими историческими аллегориями.
Энциклопедический лексикон (1837) полагал, что картины Вердуля «исполнены ума и заключают больше благородства, чем произведения его учителя Рембрандта; рисунок более правильный, а выбор предметов более осторожный; в колорите и светотени он очень близок учителю».